# Edward Montagu, 1:e earl av Sandwich
Edward Montagu, 1:e earl av Sandwich, född 27 juli 1625 i Barnwell, Northamptonshire, död 28 maj 1672 till havs nära Southwold, Suffolk, var en engelsk amiral och politiker. 
Edward Montagu var en nära vän och medarbetare till Oliver Cromwell i engelska inbördeskriget. Efter Karl I:s avrättning och utropandet av republiken blev han 1653 medlem av det brittiska statsrådet. Hans utnämning till amiral följde 1656 och i första engelsk-nederländska kriget var han flottans överbefälhavare.
Eftert Cromwells död hörde han till den grupp av politiker, som verkade för restaurationen. Han förhandlade med Karl II om dennes återvändande från den nederländska exilen och förde honom personligen tillbaka till England. Så kunde den forne republikanen även under den återupprättade monarkin fortsätta sin karriär inom den brittiska marinen. 
År 1666 skickades han som utomordentligt sändebud till Madrid. I andra engelsk-nederländska kriget deltog han i sjöslaget vid Lowestoft. År 1670 blev han president inom rådet för handel och kolonier (council of trade and plantations). Två år senare föll Montagu i tredje engelsk-nederländska kriget som ställföreträdande överbefälhavare för brittiska flottan i sjöslaget i Solebay.
Edward Montagu, som 1660 upphöjdes till earl av Sandwich som belöning för sina insatser vid restaurationen, var kusin till och gynnare av den bekante engelske dagboksskrivaren Samuel Pepys. Dennes dagbok är huvudkällan till earlens militära karriär.